# Milena Ratajczak
Milena Ratajczak (ur. 4 września 1984) – polska astronomka.

## Życiorys
Ukończyła studia magisterskie na Uniwersytecie im. Adama Mickiewicza w Poznaniu. W 2015 obroniła w Centrum Astronomicznym im. Mikołaja Kopernika Polskiej Akademii Nauk napisany pod kierunkiem Macieja Konackiego doktorat Precyzyjne wyznaczanie wartości parametrów gwiazd-olbrzymów w układach podwójnych.
Jej zainteresowania naukowe obejmują tematykę gwiazd zmiennych. Członkini grupy OGLE oraz projektu Solaris, współpracowniczka konsorcjum programu BRITE.
Pracowała w Instytucie Astronomicznym Wydziału Fizyki i Astronomii Uniwersytetu Wrocławskiego oraz na Uniwersytecie Karola w Pradze. Związana następnie z Obserwatorium Astronomicznym Uniwersytetu Warszawskiego.
Sekretarz Polskiego Towarzystwa Astronomicznego, członkini Międzynarodowej Unii Astronomicznej oraz komisji rewizyjnej Fundacji Astronomii Polskiej im. Mikołaja Kopernika. Zasiada także we władzach fundacji New Space oraz MultiŚwiat. Współzałożycielka studia kreatywnego Science Now specjalizującego się w komunikacji naukowej oraz rozwoju nowych przedsięwzięć na styku nauki, edukacji, sztuki i rozrywki. Współpracuje z pismami popularnonaukowymi, redaguje książki i gry o tematyce astronomicznej, organizuje wydarzenia popularnonaukowe, a także pełni rolę konsultanta artystycznych projektów kosmicznych. Koordynatorka edukacyjnego program UNAWE w Polsce.
Znalazła się na liście Kobiety Roku 2020 Forbes Women.